# EC Duisburg
Der EC Duisburg war ein deutscher Eishockeyverein, der in der Saison 1992/93 in der Regionalliga gespielt hat. 1993 verschmolz der Verein mit dem neu gegründeten EC Wolfsburg und spielte als EC Wolfsburg eine Saison lang in der Regionalliga Nord und danach für zwei Spielzeiten in der zweitklassigen 1. Liga.

## Geschichte
| Saison       | Liga                              | Spielklasse | Platz | Tore    | Punkte |
| ------------ | --------------------------------- | ----------- | ----- | ------- | ------ |
| 1983/84      | Bezirksliga NRW Gr. Nord          | VI          | 6.    | 51:54   | 10     |
| 1984/85      | Bezirksliga NRW Gr. Nord          | VI          | 4.    | 56:73   | 11     |
| 1985/86      | Bezirksliga NRW Gr. I             | VI          | 5.    | 22:51   | 4      |
|              | Bezirksliga Pokal Gr. II          | VI          | 4.    | 19:29   | 4      |
| 1986/87      | Bezirksliga NRW Gr. I             | VI          | 2.    | 55:44   | 10     |
|              | Aufstiegsrunde                    | VI          | 1.    | 54:41   | 15     |
| 1987/88      | NRW-Liga                          | V           | 5.    | 61:132  | 6      |
|              | Qualifikation zur NRW-Liga Gr. I  | V           | 5.    | 55:89   | 1      |
| 1988/89      | NRW-Liga                          | V           | 6.    | 94:144  | 11     |
|              | Qualifikation zur NRW-Liga Gr. II | V           | 3.    | 54:49   | 8.     |
| 1989/90      | NRW-Liga                          | V           | 7.    | 72:148  | 3      |
|              | Qualifikation zur NRW-Liga        | V           | 5.    | 52:110  | 4      |
| 1990/91      | NRW-Liga                          | V           | 6.    | 134:128 | 16     |
|              | Qualifikation zur NRW-Liga Gr. 1  | V           | 4.    | 65:70   | 10     |
| 1991/92      | NRW-Liga                          | V           | 7.    | 90:154  | 12     |
|              | Qualifikation zur NRW-Liga Gr. 1  | V           | 1.    | 53:31   | 13     |
| 1992/93      | Regionalliga Nord                 | IV          | 5.    | 205:138 | 37     |
|              | Qualifikation zur Oberliga Nord   | IV          | 11.   | 82:227  | 8      |
| EC Wolfsburg |                                   |             |       |         |        |
| 1993/94      | Regionalliga Nord                 | IV          | 1.    | 269:105 | 50     |
|              | Qualifikation zur Oberliga Nord   | IV          | 4.    | 163:126 | 36     |
| 1994/95      | 1. Liga Nord                      | II          | 4.    | 155:115 | 34     |
|              | Meisterrunde                      | II          | 4.    | 108:83  | 21     |
| 1995/96      | 1. Liga Nord                      | II          | 12.   | 101:164 | 18     |

Der EC Duisburg wurde 1983 als Hobbyverein gegründet. Ab der Saison 1983/84 spielte der Verein, der nie eine Nachwuchsabteilung hatte, in der Bezirksliga NRW. Die Spielzeiten waren geprägt von Derbys gegen die Eisbären Duisburg. 1987 gelang dem ECD der Aufstieg in die NRW-Liga.
1992 konnte der EC Duisburg als Sieger der Qualifikation zur NRW-Liga in die Regionalliga Nord aufrücken. Zeitgleich ging der Zweitligist Duisburger SV in Konkurs, so dass der ECD zum höchstrangigen Eishockeyverein der Stadt wurde. Nach dem Aus des DSV 87 hatte sich der ECD mit einigen renommierten Eishockey-Spielern verstärkt. In der Regionalliga belegte er nach weiteren Neuzugängen den 5. Platz.
Zeitweise wurde eine Fusion des ECD mit dem DSV-Nachfolgeverein EV Duisburg diskutiert, diese kam jedoch nicht zustande. Auch ein im Anschluss erwogener Zusammenschluss mit dem EHC Wesel kam nicht zustande. Daraufhin kam der ECD mit dem als Nachfolgeverein des ESC Wolfsburg gegründeten EC Wolfsburg ins Gespräch, der die Lizenz für die Regionalliga Nord übernehmen wollte. Zwischenzeitlich schien es so, als würde der Verein als EC Duisburg in Wolfsburg spielen. Im ersten vom DEB veröffentlichten Spielplan der Regionalliga-Saison wurden Derbys zwischen dem EC Duisburg und dem EV Duisburg aufgeführt, wobei das Heimspiel des ECD in Wolfsburg geplant war. Doch kurzfristig vor der Saison konnte die Verschmelzung mit dem EC Wolfsburg vollzogen werden, sodass von Beginn der Saison 1993/94 der EC Wolfsburg in der Regionalliga an den Start ging; der EC Duisburg hörte auf zu existieren. Der EC Wolfsburg erreichte 1993/94 den 1. Platz der Hauptrunde – vor dem zweitplatzierten EV Duisburg – und qualifizierte sich in der Aufstiegsrunde zur Oberliga Nord.
Durch die Gründung der Deutschen Eishockey Liga (DEL) 1994 wurde der EC Wolfsburg in die zweitklassige 1. Liga Nord eingeteilt. 1994/95 erreichte der ECW den vierten Platz. In der Folgesaison reichte es nur zum 12. Platz der Hauptrunde. Nach dieser musste der Club den Spielbetrieb aus finanziellen Gründen einstellen.

## Bekannte Spieler
- Jan Benda (1992/93)